# Liste der Kulturdenkmäler in Walsheim
In der Liste der Kulturdenkmäler in Walsheim sind alle Kulturdenkmäler der rheinland-pfälzischen Ortsgemeinde Walsheim aufgeführt. Grundlage ist die Denkmalliste des Landes Rheinland-Pfalz (Stand: 14. August 2023).

## Einzeldenkmäler
| Bezeichnung                   | Lage                               | Baujahr         | Beschreibung | Bild                           |
| ----------------------------- | ---------------------------------- | --------------- | --- | ------------------------------ |
| Protestantisches Pfarrhaus    | Große Gasse 8 Lage                 | 17. Jahrhundert | ehemaliges protestantisches Pfarrhaus; Fachwerkbau, 17. Jahrhundert                                                                                         | Fotos hochladen                |
| Kriegerdenkmal und Grabmäler  | Hauptstraße, auf dem Friedhof Lage | ab 1900         | Kriegerdenkmal 1914/18, reliefierte Kunststeinstele, 1920er Jahre; Grabmal S. Schunck, Eichenstumpf, um 1900; Grabmal Jakob Müller, Engel, Jugendstil, 1912 | Fotos hochladen                |
| Protestantischer Kindergarten | Hauptstraße 4 Lage                 | 1907/08         | ehemaliger protestantischer Kindergarten; eingeschossiger Mansarddachbau, Jugendstileinfluss, 1907/08                                                       | Fotos hochladen                |
| Rathaus                       | Hauptstraße 5 Lage                 | 1793            | ehemaliger protestantischer Pfarrhof; barocker Krüppelwalmdachbau, bezeichnet 1793, Walmdachscheune; an der Straße romanischer Säulenstumpf                 | Fotos hochladen                |
| Protestantische Pfarrkirche   | Hauptstraße 7 Lage                 |                 | ehemals St. Peter; spätgotischer Turm, bezeichnet 1723 (Bild), Saalbau, 1810–12                                                                             | weitere Bilder Fotos hochladen |
| Brunnen                       | Hauptstraße, an Nr. 20 Lage        | 19. Jahrhundert | Brunnen, Sandstein, wohl aus dem 19. Jahrhundert | Fotos hochladen                |
| Torbogen                      | Hauptstraße, an Nr. 21/23 Lage     | 1616            | Renaissance-Torbogen, bezeichnet 1616 (Bild) | weitere Bilder Fotos hochladen |
| Torbogen                      | Hauptstraße, an Nr. 46 Lage        | um 1600         | Renaissance-Torbogen, um 1600 | Fotos hochladen                |
| Wohn- und Geschäftshaus       | Hauptstraße 50 Lage                | 1903            | spätgründerzeitliches Wohn- und Geschäftshaus, bezeichnet 1903                                                                                              | Fotos hochladen                |
| Wohnhaus                      | Hauptstraße 51 Lage                | 1740            | eingeschossiges barockes Fachwerkhaus mit Kniestock, bezeichnet 1740                                                                                        | Fotos hochladen                |